# Tetramerotropis
Tetramerotropis is een geslacht van rechtvleugeligen uit de familie veldsprinkhanen (Acrididae). De wetenschappelijke naam van dit geslacht is voor het eerst geldig gepubliceerd in 1888 door Saussure.

## Soorten
Het geslacht Tetramerotropis  is monotypisch en omvat slechts de volgende soort:
- Tetramerotropis cruciata (Saussure, 1888)